# San Rossore
« Les alouettes de la prairie de San Rossore chantent enivrées de joie... » (Gabriele d'Annunzio, Alcyone)

San Rossore (du nom populaire de San Lussorio) est un quartier périphérique de Pise en Toscane, à proximité duquel se trouve le Domaine de San Rossore, autrefois propriété du président de la République, et avant lui du roi d'Italie, et désormais, à la suite d'un accord entre le président Oscar Luigi Scalfaro et la région de Toscane, ratifié par le Parlement italien par la loi n. 87 du 8 avril 1999, partie du patrimoine de la région Toscane.
Un hippodrome important, l'Hippodrome de San Rossore (it) et la villa del Gombo, ancienne résidence secondaire des présidents de la république italienne, sont situés sur le Domaine. A l' intérieur du parc, précisément dans la Tenuta di Tombolo, se trouve la base militaire américaine de Camp Darby, ainsi que la base militaire « CISAM ».

## Histoire
À l'époque romaine, les zones qui forment l'actuel parc naturel de Migliarino- San Rossore-Massaciuccoli, constituaient une partie des marais salants de l'ancienne lagune qui jusqu'au VIe siècle s'étendait au sud jusqu'à la ville de Pise. Ce territoire, couvert de bois épais, s'appelait Selva Palatina et était traversé par la Via Emilia Scauri, construite par le censeur Marco Emilio Scauro en 109 av. J.-C. Le Porto delle Conche, lieu de débarquement côtier de Pise, était déjà construit et peut être situé près de l'actuelle Macchia di Palazzetto, près de la Sterpaia.

### Moyen Âge: du marais au lieu de prière
Au début du Moyen Âge, la zone demeure sauvage et est utilisée par les populations locales principalement comme lieu de refuge. L'inondation continuelle par les rivières voisines, Arno et Serchio, a conduit à un enterrement progressif de la lagune et à la formation d'un marais qui perdura jusqu'au XIIe siècle. La forêt dense fournit une grande partie du bois utilisé pour la construction des bâtiments et des navires de la république maritime voisine de Pise.
Après l'an 1000, la région connait une augmentation considérable de sa population ecclésiastique et religieuse à la suite de l'installation de plusieurs monastères dédiés à Santa Maddalena, San Bartolo et San Luxorio. Ce dernier est un soldat chrétien qui a souffert le martyre en Sardaigne sous Dioclétien au début du IVe siècle. En 1080, ses restes sont transférés dans l'église du monastère qui se trouvait près de l'actuelle Cascine Vecchie. À partir de ce moment, la région a pris le nom de San Luxorio, qui s'est transformée au fil du temps en San Rossore. En 1084, l' empereur Henri IV fait don de la moitié de ses biens situés de l'embouchure du Serchio à l'embouchure de l'Arno au chapitre des chanoines de Pise: « la forêt du tomboli Pisan des bouches de l'ancien Serchio aux bouches de l'Arno, de la fosse de Cuccio à la mer ». En 1089, Henri IV accorde à Ugone Visconti, représentant des Obertenghi à Pise, la moitié des seigneuries de Pappiana, Rigoli et Corliano, la forêt de San Lussorio (aujourd'hui connue sous le nom de parc de San Rossore), la fosse de Cuccio (aujourd'hui connue sous le nom de la rivière Morto) et l'étang de Stagno. Avec le déclin de la république de Pise comme puissance navale, qui a commencé avec la bataille de Meloria en 1284, San Rossore connait également une période de déclin et d'abandon, caractérisée par l'agrandissement des marais et la propagation du paludisme.

### Sous la domination des Médicis (XVIeauXVIIIesiècle
Avec la conquête de Pise par les Florentins, la région de San Rossore connait une certaine croissance. Au milieu du XVIe siècle, les Médicis, seigneurs de Florence puis grands-ducs de Toscane, louent les terres du chapitre des chanoines de Pise et commencent à les exploiter: il y développent des activités de pâturage et de chasse, mais aussi la récolte du bois et certaines cultures agricoles. À la fin du siècle, la question de l'enfouissement de l'embouchure de la rivière Morto se pose à la suite d'inondations désastreuses: un exutoire est ouvert dans le Serchio voisin, mais la solution n'est pas efficace car le lit de ce dernier s'avère ne pas pouvoir recevoir un plus grand débit d'eau.

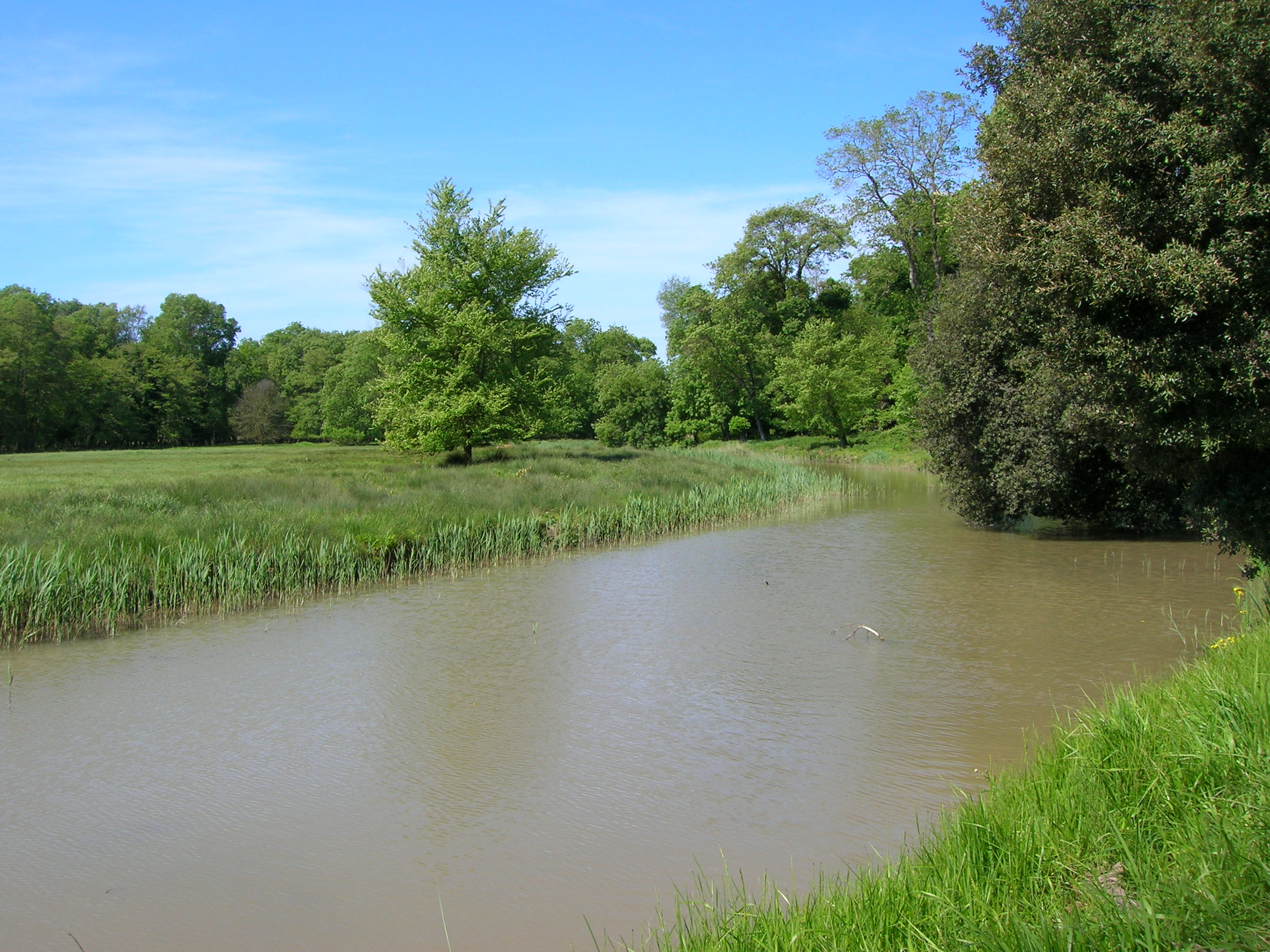
L'ancienne rivière Morto, désormais presque complètement stagnante.

Afin de résoudre le problème séculaire de l'inondation des rivières voisines, le Grand-Duc Ferdinando I de Medici ordonne une série de modifications de leurs tracés. Le dernier tronçon de l'Arno, des Bufalotti à la mer, est rectifié en 1606 pour faciliter l'écoulement des eaux et réduire le risque d'inondations dévastatrices. Ainsi est créé le Taglio Ferdinandeo, qui déplace l'embouchure de l'Arno de deux kilomètres plus au nord, en modifiant le périmètre sud de San Rossore. L'ancien lit du fleuve sud devient une partie du domaine des Médicis, nommé Arnino ou Arno Vecchio.
Le même Grand-Duc Ferdinando I de Medici favorise l'économie de la région en construisant la Cascina Ferdinandea, l'actuelle Cascine Vecchie, qui est utilisée comme résidence pour les ouvriers et comme étable pour les vaches laitières. Les activités de pâturage et de chasse s'accroissent, le gibier étant utilisé pour approvisionner les tables des palais grand-ducaux quand il n'est pas vendu. À cet effet, des daims sont importés depuis la Sicile et la Sardaigne.
Sous le règne de Cosimo III, des pins domestiques sont introduits, espèce non indigène destinée à la production de pignons de pin, un choix qui a considérablement façonné le paysage. Ils occupent environ un quart de la superficie actuelle du Domaine et seront économiquement viables jusqu'au moins le milieu du XXe siècle. En 1622, à l'époque de Ferdinand II, quelques spécimens de dromadaires sont également introduits, importés d'Afrique. Ils vont constituer une présence fixe dans le Domaine pendant plus de 300 ans.

### DuXVIIIesiècleà l'arrivée de Napoléon: la domination de la maison de Lorraine
Pendant plus d'un siècle et demi, jusqu'en 1784, la partie nord de la Tenuta di San Rossore appartient à la famille noble de Florence des Riccardi qui y fait construire une tour qui a maintenant disparu, détruite par les Allemands lors de la Seconde Guerre mondiale.
La famille Habsbourg-Lorraine remplace la famille de Médicis à partir de 1732 à la tête du duché de Toscane après la mort de Gian Gastone de Médicis. Les nouveaux maîtres de la Toscane veulent acquérir officiellement la Tenuta di San Rossore, la reprenant au chapitre des chanoines de l'église primitive de Pise, mais ils rencontrent une longue résistance. Entre-temps, ils travaillent à encore améliorer la productivité de la région, en procédant à la remise en état et à la plantation de nouvelles forêts de pins, en favorisant l'élevage de bovins, de chevaux et même de buffles, et en intensifiant la chasse. Pour répondre aux besoins croissants de bois pour les arsenaux médicéens de Pise, l'utilisation de la forêt progresse grâce à l'utilisation des compétences de techniciens forestiers venant de l'autre côté des Alpes.

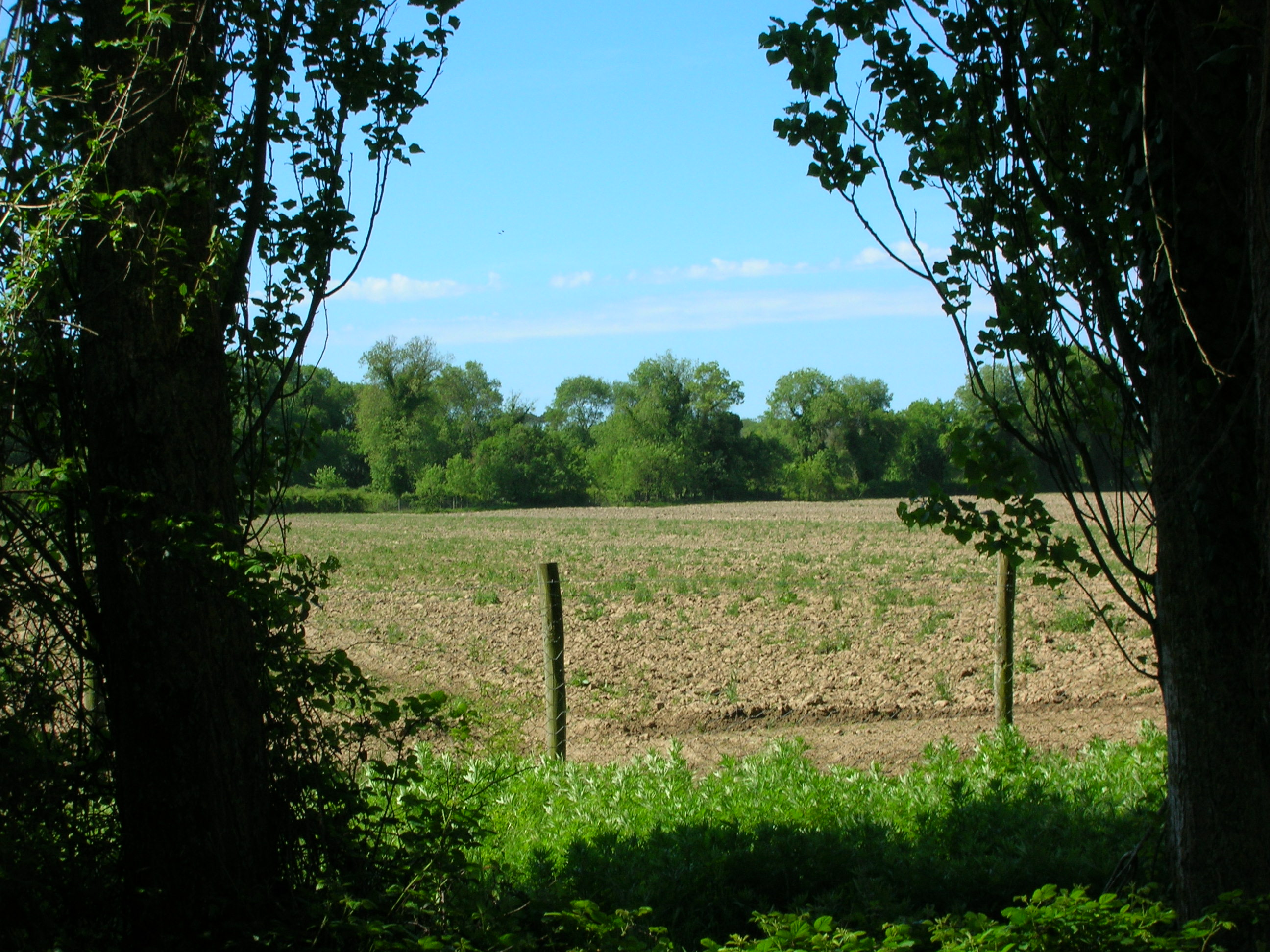
Une grande partie du domaine de San Rossore est toujours consacrée à l'agriculture

L'introduction du pin maritime sur les dunes les plus proches de la mer en 1771 remonte aux décisions des Lorraine qui voulaient se défendre contre le vent du sud-ouest. Par la suite, des pinèdes seront plantées dans les pâturages et là l'intérieur des terres pour combler les zones marécageuses près des villes de Piaggetta, Oncino et Lame di Fuori. De nouveaux bâtiments sont construits et le réseau routier amélioré. En 1770/1774, toujours pour faciliter l'écoulement de l'eau vers la mer, un nouvel détournement de l'Arno, le retournement des ânes, est effectué près de Barbaricina.
Léopold II aménage l'avenue qui mène de Pise à Cascine Vecchie en érigeant quatre statues inspirées par la mythologie aux deux extrémités, dont deux existent encore aujourd'hui au Ponte delle Trombe. En juin 1788, la construction des avenues qui vont de Cascine Vecchie à Cascine Nuove et Sterpaia commence sous la supervision du surintendant général Bartolini.

### Au royaume d'Étrurie: Elisa Bonaparte
À l'époque napoléonienne, la dynastie de Lorraine doit abandonner la Toscane qui est annexée à l' Empire français, et San Rossore est confiée à la sœur de Napoléon, Elisa Bonaparte Baciocchi, duchesse de Lucques et princesse de Piombino, qui fait venir des sangliers de la Maremme afin d’accroître la chasse.
Au cours de cette période, le Domaine subit de graves dommages au niveau de la forêt et du patrimoine zootechnique et faunique qui sont largement exploités à des fins militaires: par exemple, les meilleurs poulains servent de montures aux officiers. Les Français ont laissé une documentation statistique méticuleuse pour l'année 1799 qui, entre autres, dénombre 1 850 vaches et 177 dromadaires.

### Jusqu'à l'unification de l'Italie: le retour de la maison de Lorraine
Avec la défaite de Napoléon et le retour des Lorraine à la tête de la Toscane, San Rossore est de nouveau valorisé, assumant de plus en plus le rôle de Domaine représentatif, comme en témoigne la construction des grandes avenues bordées d'arbres. Le grand-duc Léopold II commence la construction de la Viale del Gombo, longue d'environ cinq kilomètres, se terminant en 1828 à la Macchia degli Escoli, en 1834 au Cotton delle Vacche brade, en suivant l'ancienne route de la via Vecchia di Marina, pour arriver en 1837 à la mer.

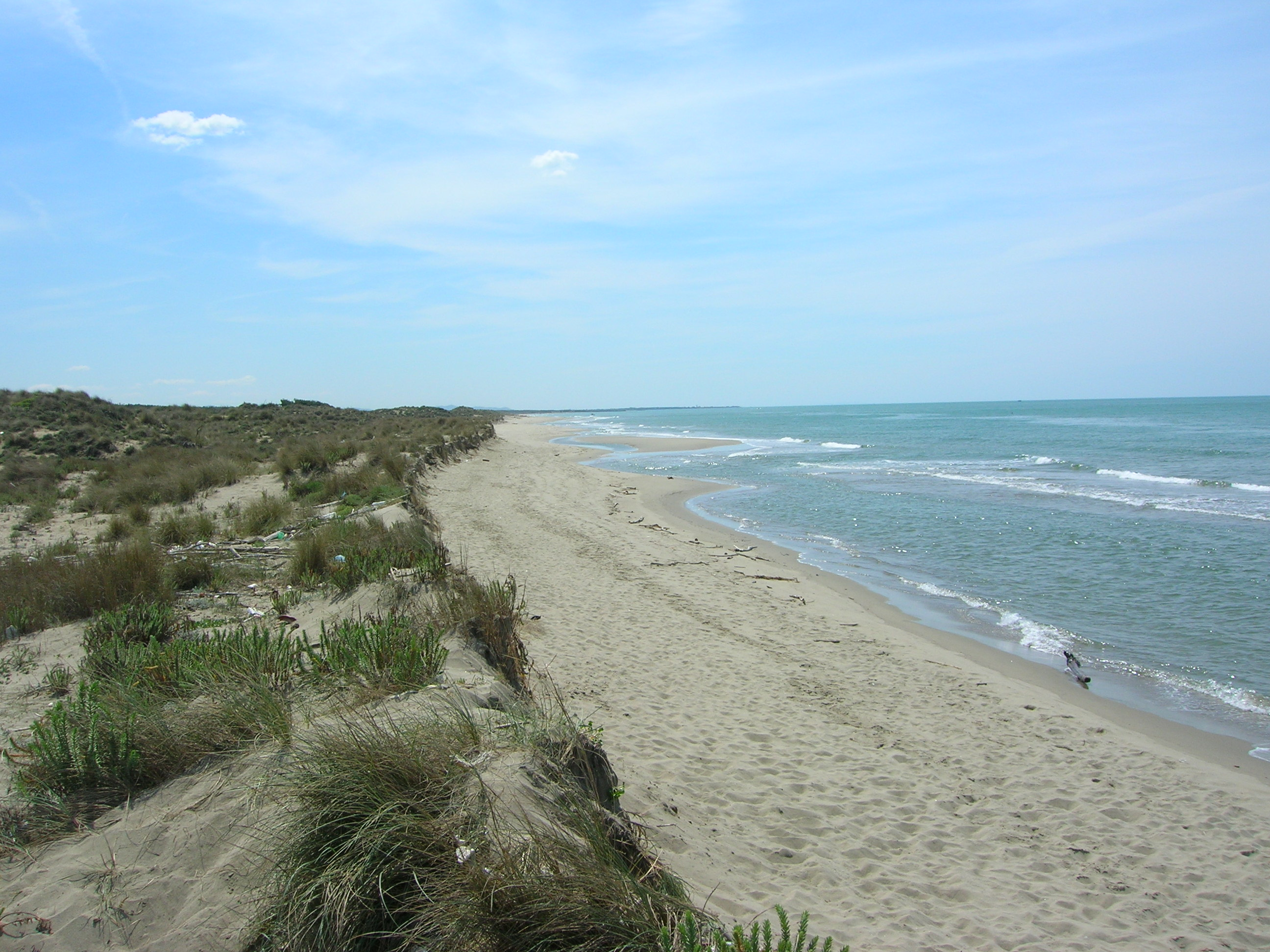
La plage de Gombo aujourd'hui

L'année suivante, il charge Gaetano Ceccherini et son fils Baldassarre de construire un bain public sur la plage de Gombo accessible par la Viale di Marina. En 1848, le Grand-Duc fait également construire un chalet pour son usage personnel. Il Gombo devient immédiatement un lieu fréquenté par diverses personnalités de l'époque comme des chanteurs lyriques convaincus des bienfaits de l'air salé, des musiciens comme le Hongrois Franz Liszt, ainsi que par la haute société de Pise et de la Toscane en général.
Léopold II procède également à la restructuration du monastère de San Lussorio, à la construction de la villa Cascine Vecchie en 1829 et à celle d'une petite villa près du Gombo. Toutes ces structures furent rasées au siècle suivant pendant la Seconde Guerre mondiale. En 1829, lil ordonne également la construction d'une piste pour les courses de chevaux d'un kilomètre et demi entre la Macchia degli Escoli et la Strada della Sterpaia, qui peut être considérée comme les prémices du futur hippodrome de San Rossore.
Pendant la période Lorraine, l'accès au Domaine fut toujours gratuit pour le public qui pouvait utiliser la nouvelle piste pour l'activité équestre et rejoindre la plage de Gombo en calèche, où il était possible de pratiquer l'hélium et la thalassothérapie, dont l'usage était recommandé à l'époque pour guérir diverses maladies du système respiratoire et la scrofulose. L'eau de mer, alors limpide et saine, était également bue comme purgatif.

### La période des Savoie: Vittorio Emanuele II et Umberto I

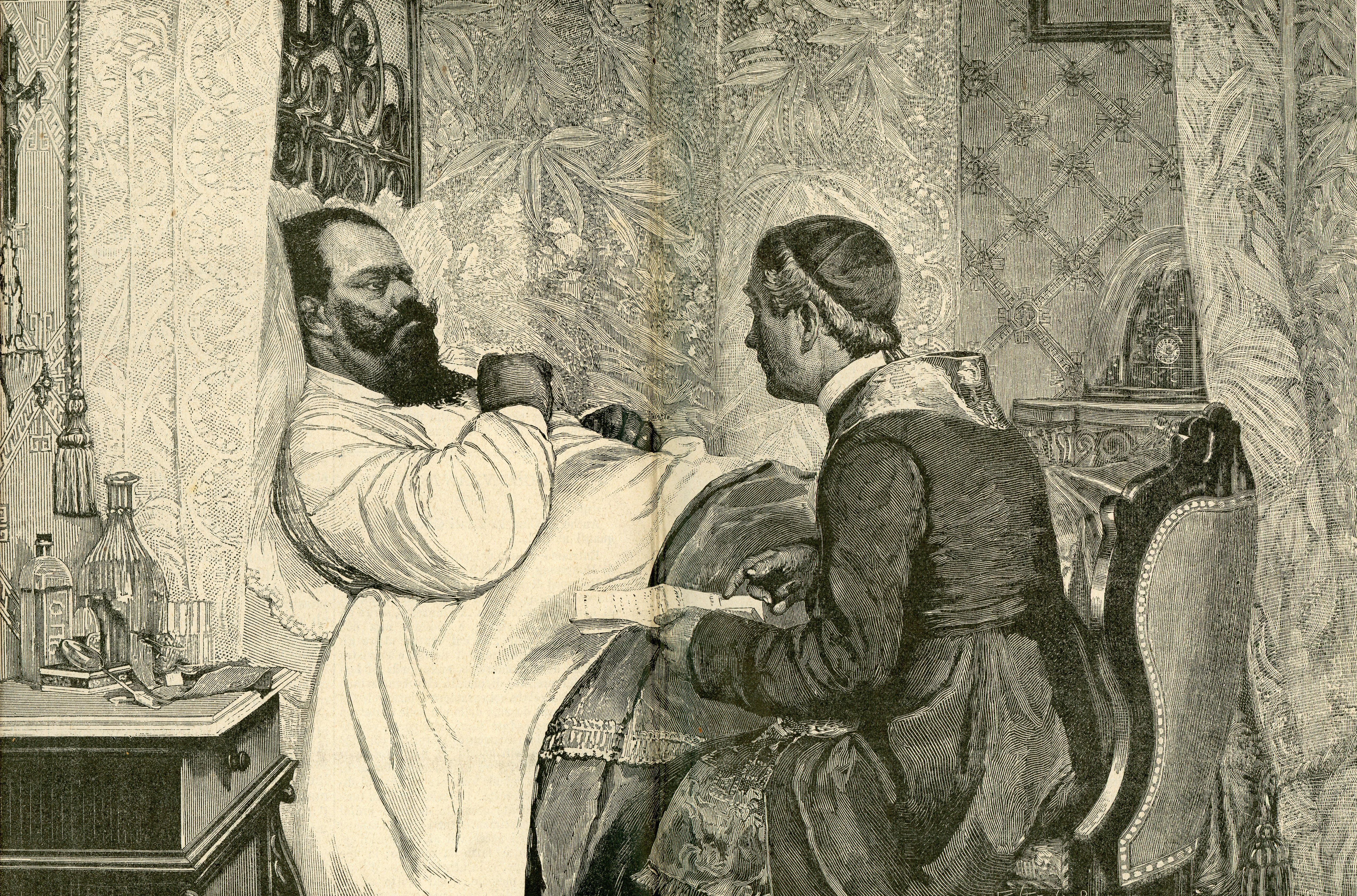
Vittorio Emanuele II à San Rossore en 1869

Avec l'unification de l'Italie, le domaine devient la propriété de la nouvelle dynastie dirigeante. Le premier roi d'Italie, Vittorio Emanuele II, était un chasseur passionné qui accorda une grande attention au développement du gibier. En 1862, il construit la Sterpaia, de style piémontais, haras où il élève des chevaux pur-sang destinés à participer à des courses sous les couleurs de la Maison Royale: depuis quelques années, celle-ci entretenait en effet une prestigieuse écurie de courses à laquelle elle dut cependant rapidement renoncer par manque de fonds, La Sterpaia a été transformée en étable pour abriter des vaches, destination qu'elle a conservée jusqu'aux dernières décennies du XXe siècle, et en une écurie pour les chevaux utilisés pour les travaux du Domaine. Vittorio Emanuele II a également radicalement rénové les bâtiments de Cascine Nuove et stimulé l'élevage de dromadaires qui étaient utilisés pour les travaux agricoles.
Le premier acte de la famille de Savoie lors de son arrivée à San Rossore a été la fermeture du domaine au public. La famille Ceccherini s'est vue retirer Gombo en 1869, obtenant la concession d'un autre tronçon de plage au sud de l'embouchure de l'Arno et commençant l'exploitation de cette zone qui deviendra la Marina di Pisa. En 1870, près de Cascine Nuove, est construit le Ponte delle Cascine, également connu sous le nom de Moccoli ou Ponte Vittorio Emanuele II, pont à huit arches qui permet de relier San Rossore avec l'autre Tenuta Reale, celle de Tombolo, sur la rive gauche de l'Arno. Ce pont s'est effondré en raison d'une inondation de la rivière dans la nuit de l'Épiphanie de 1920 et a été remplacé par une passerelle en fer détruite pendant la Seconde Guerre mondiale et jamais reconstruite.

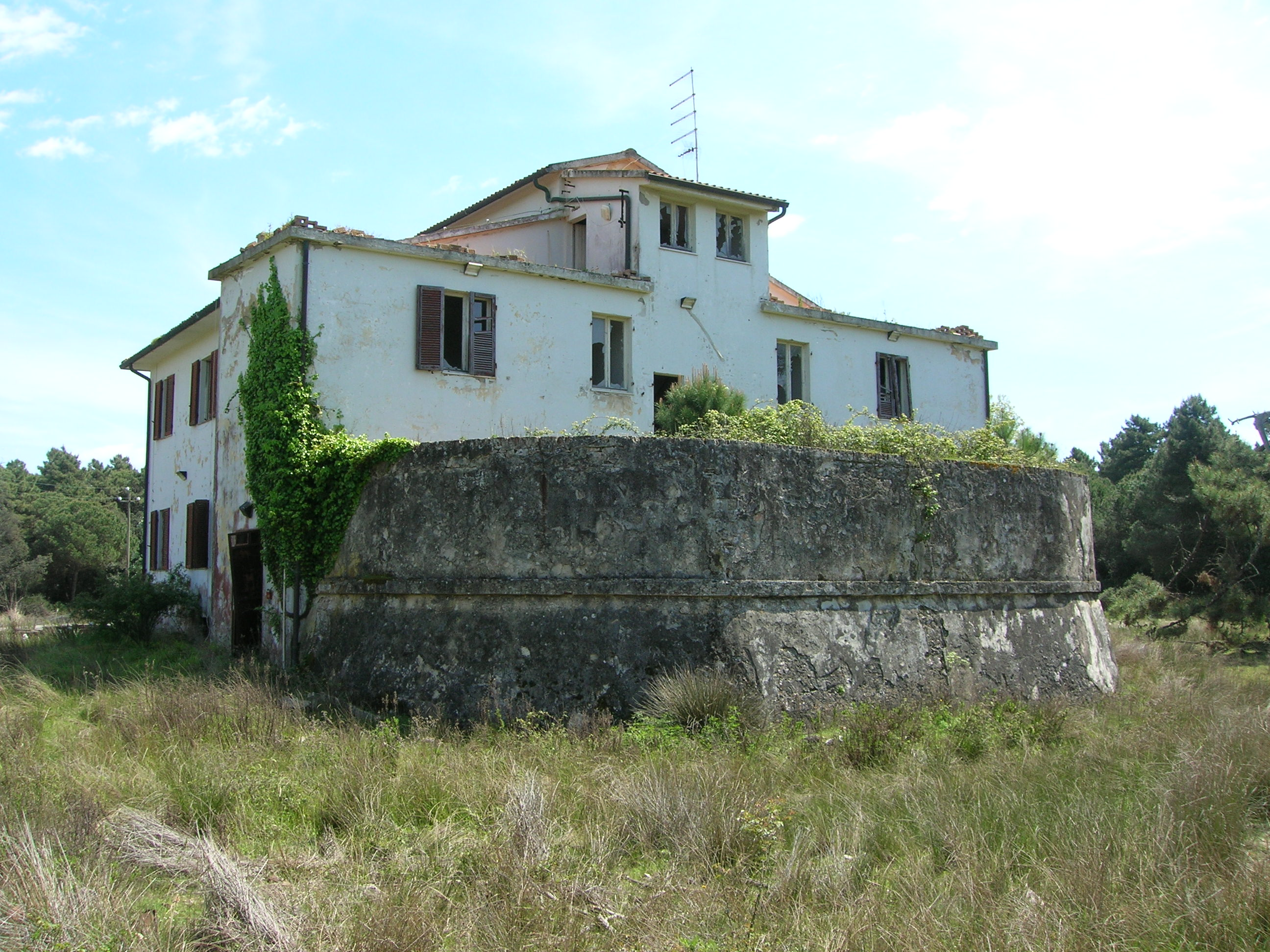
Une caserne abandonnée près de Bocca di Serchio, construite sur les restes d'une structure Médicis.

Le 18 octobre 1869, résidant alors à San Rossore, le roi est atteint d'une grave maladie et apparemment sur son lit de mort. Son mariage avec Rosa Vercellana, appelée Bella Rosina, avec qui il vit depuis de nombreuses années, est aussitôt célébré. À la suite de ce mariage, Rosa Vercellana n'est pas devenue reine, mais seulement épouse morganatique. Le roi guéri a confirmé quelques années plus tard ce mariage civil, cette fois à Rome.
Succédant à son père, décédé en 1878, le nouveau souverain Umberto I poursuit l'expansion du Domaine: il a agrandi le Cascine Nuove, construit la Palazzina, une nouvelle écurie située sur l'avenue qui mène de Cascine Nuove à Bocca d'Arno et le Boschetto, destiné à abriter des dromadaires. Il prend également des mesures pour contenir le gibier qui est principalement composé de daims, sangliers, antilopes et cerfs et dont la surpopulation causait de graves dommages à la végétation.

### XXesiècle: Vittorio Emanuele III
Le successeur d'Umberto I, assassiné en 1900, est son fils Vittorio Emanuele III, qui règne jusqu'à la fin de la Seconde Guerre mondiale. Le nouveau roi aime séjourner à San Rossore au point d'en faire la résidence d'été de la famille royale qui s'y installe de juin à novembre.. La surveillance et la sécurité, liés à la présence des souverains, sont confiés à une vingtaine de carabiniers choisis parmi ceux issus de la noblesse. Les nombreuses guérites, que l'on peut encore apercevoir dans le parc, datent de cette époque.
Dans cette première moitié du XXe siècle, l'exploitation économique du Domaine est assurée, de nombreuses parcelles sont confiées à des familles de métayers. La Sterpaia, la Palazzina, le Boschetto, aujourd'hui en déclin, étaient à l'époque des fermes soigneusement entretenues. San Rossore abritait une grande communauté de paysans, composée de familles de métayers et de nombreux journaliers, qui travaillaient une superficie équivalant à environ 20% de la taille totale du Domaine. Les activités agricoles étaient très diversifiées et comprenaient la culture du blé et de légumes, des vignobles, la production de fourrage et de betteraves. Elles devaient également répondre aux besoins personnels des producteurs. Il y avait également deux familles de bergers, les Bragazzi et les Del Sarto, qui, jusque dans les années 1950, pouvaient faire paître leurs troupeaux sur le Domaine. Celui-ci  était cependant principalement utilisé par le roi pour la chasse. Compte tenu de sa richesse en gibier, San Rossore était soumis à l'activité continue de braconnier, des habitants et des zones voisines, souvent motivés par la nécessité de compléter les maigres revenus familiaux. Pour cette raison, le Corps des gardes chasseurs royaux a été créé, assisté par la Guardia di Finanza, pour lutter contre le braconnage. Le roi Victor-Emmanuel III a signé sur le Domaine, l'arrêté royal qui a sanctionné l'entrée en vigueur des lois raciales sur le territoire national à partir du 5 septembre 1938.

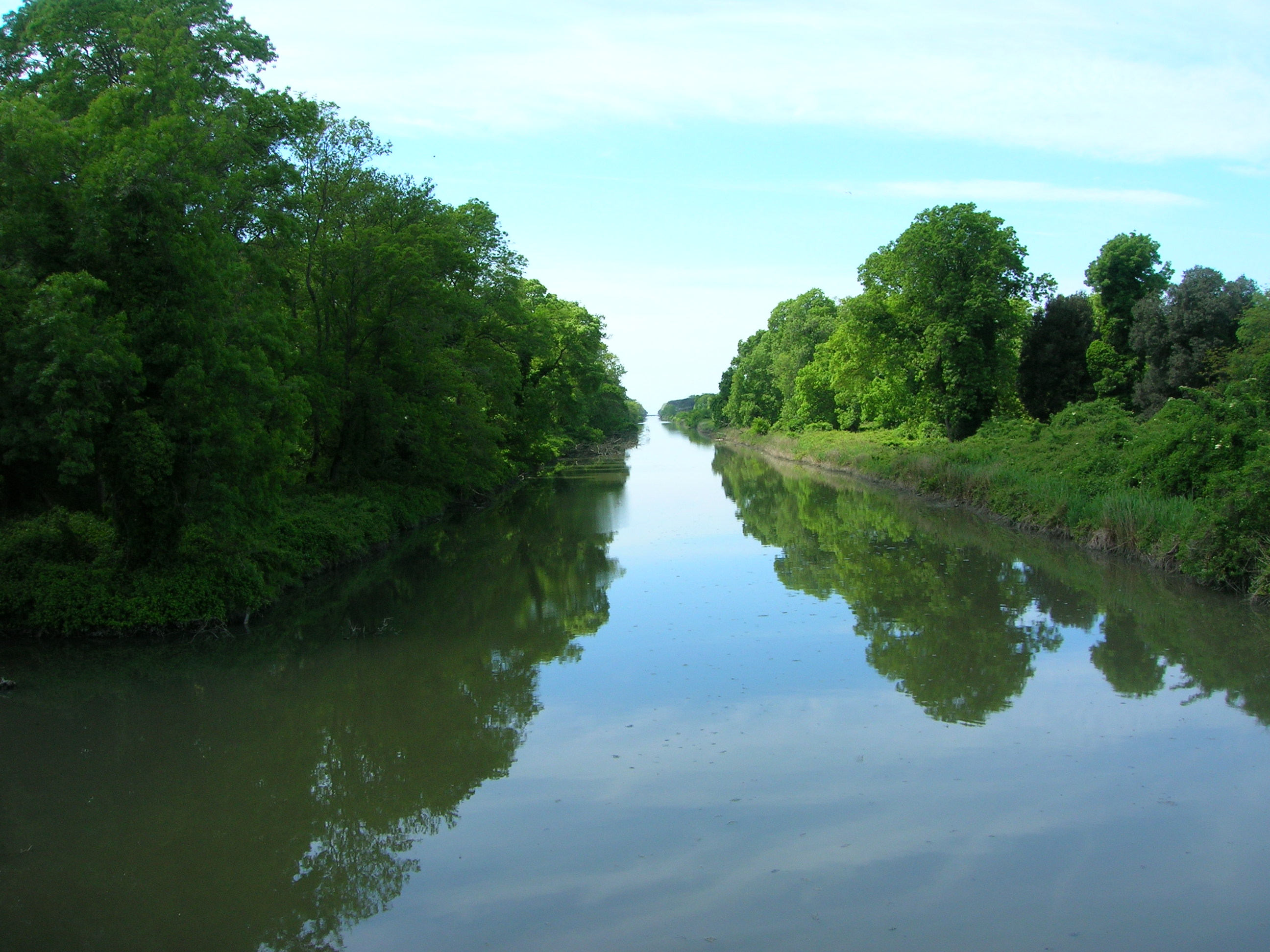
Aménagement final du Nuovo Fiume Morto

De 1926 à 1930, le canal Morto Nuovo a été construit, parallèlement à la Viale del Gombo, pour favoriser l'écoulement vers la mer des eaux de la rivière Morto Vecchio qui avaient tendance à stagner, provoquant des inondations en cas de fortes pluies. En 1933, l'embouchure en béton armé a été achevée qui, attaquée au fil des ans par l'érosion marine, a fait l'objet de rénovations en 2005.
Contrairement à l'époque grand-ducale, où le Domaine était toujours accessible, il n'était plus ouvert au public que pendant les périodes d'absence du roi. On y accédait en longeant l'avenue Cascine en calèche, ou en traversant la passerelle suspendue sur l'Arno, accessible par un petit tramway qui, venant de Pise ou de Marina di Pisa, s'arrêtait à la gare de San Piero a Grado.

### Seconde Guerre mondiale: succession présidentielle
Avec la fin de la Seconde Guerre mondiale et la chute de la monarchie, les anciennes écuries royales de Sterpaia ont continué à être habitées par les paysans qui exploitaient les terres du domaine. En 1956, San Rossore est devenu la propriété de la présidence de la République, lorsque la Villa del Gombo, détruite par la guerre, a été reconstruite par Giovanni Gronchi. La Sterpaia est alors devenue un centre d'élevage. Jusqu'à la fin du XXe siècle, les chefs d'État italiens continuèrent à fréquenter le Domaine avec leurs familles ou des invités.
En 1979, il est intégré au Parc naturel de Migliarino-San Rossore-Massaciuccoli, créé par la loi régionale, avec le lac Massaciuccoli et les forêts de pins de Tombolo, Migliarino et Macchia Lucchese.

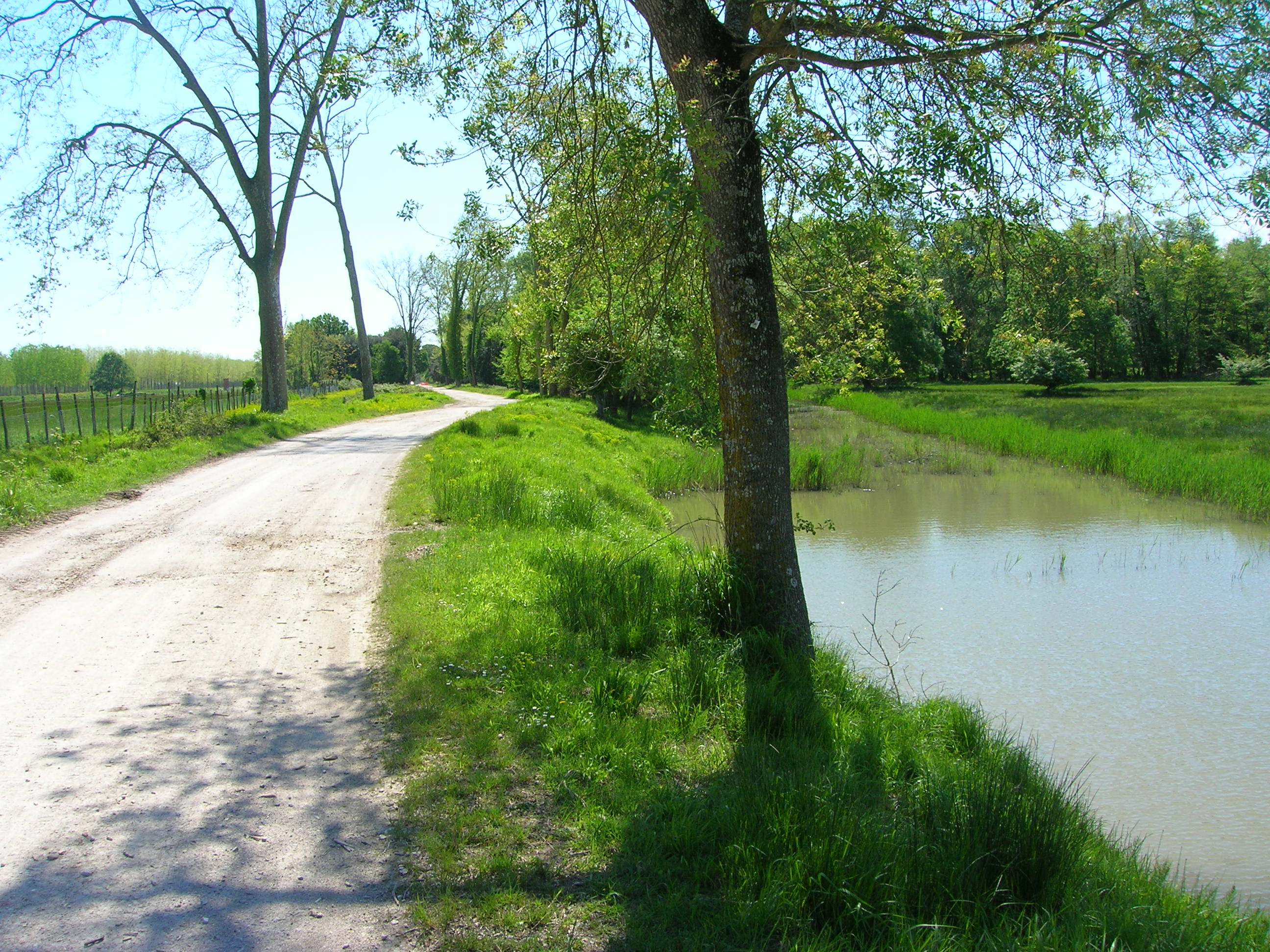
Le parc de San Rossore offre de nombreuses possibilités d'excursions, à pied ou à vélo, avec ou sans guide

### XXIesiècle: le parc naturel Migliarino-San Rossore-Massaciuccoli
En 1999, le président Oscar Luigi Scalfaro fait don de la propriété de San Rossore à la région de Toscane, qui confie sa gestion au parc naturel Migliarino-San Rossore-Massaciuccoli. En plus de sauvegarder et de mettre en valeur le patrimoine environnemental et naturel du Domaine, l'organisation gère ses activités économiques, agricoles, d'élevage et biologiques, les visites guidées et le tourisme environnemental.
En 2004, le bâtiment Sterpaia a été restauré. La forme en « U » typique sera utilisée de différentes manières : l'aile gauche est consacrée à un projet d'école créative conçu par Oliviero Toscani ; l'aile droite servira de musée et d'aire d'exposition ; la zone centrale sera plutôt utilisée comme lieu d'hébergement touristique.
Le 5 septembre 2015, l'avenue qui relie la Cascine Vecchie à la Cascine Nuove est officiellement baptisée Viale Aquile Randagie  en mémoire du groupe de scouts qui a mené des activités clandestines pendant la période fasciste.

## Le parc naturel
Le domaine de San Rossore fait partie du parc naturel de Migliarino-San Rossore- Massaciuccoli, qui couvre 23 115 hectares sur les provinces de Pise et Lucques (municipalités de Pise, San Giuliano Terme, Vecchiano, Viareggio et Massarosa). Le parc est divisé en domaines de San Rossore, Tombolo et Coltano. Dans la Macchia di Massaciuccoli; il comprend la côte depuis l'embouchure de l'Arno jusqu'aux bords de Viareggio, des zones boisées, principalement des forêts de pins, des zones marécageuses comme le lac Massaciuccoli, et de nombreuses rivières et canaux, ainsi que de vastes zones agricoles.

### Les «chameaux»
Jusqu'à la fin du XXe siècle, quelques dromadaires étaient les invités du parc, communément et à tort appelés chameaux. Le premier spécimen, placé sous la garde d'un esclave, est arrivé en 1622 grâce au grand-duc de Toscane Ferdinand II de Médicis, convaincu que le climat doux de San Rossore pouvait convenir à ce genre d'animal. L'expérience a réussi et le Grand-Duc lui-même en a introduit d'autres venant d'Afrique qui étaient utilisés pour les travaux agricoles et pour le transport du bois.
Un certain nombre de dromadaires ont été donnés au domaine grand-ducal par le général Arrighetti, qui les a pris aux Turcs lors de la bataille de Vienne en 1683. Grâce à des apports ultérieurs, le nombre de bêtes atteint le chiffre de 196 en 1789, puis diminue progressivement au cours du XIXe siècle, au terme duquel une centaine d'animaux sont encore presents.

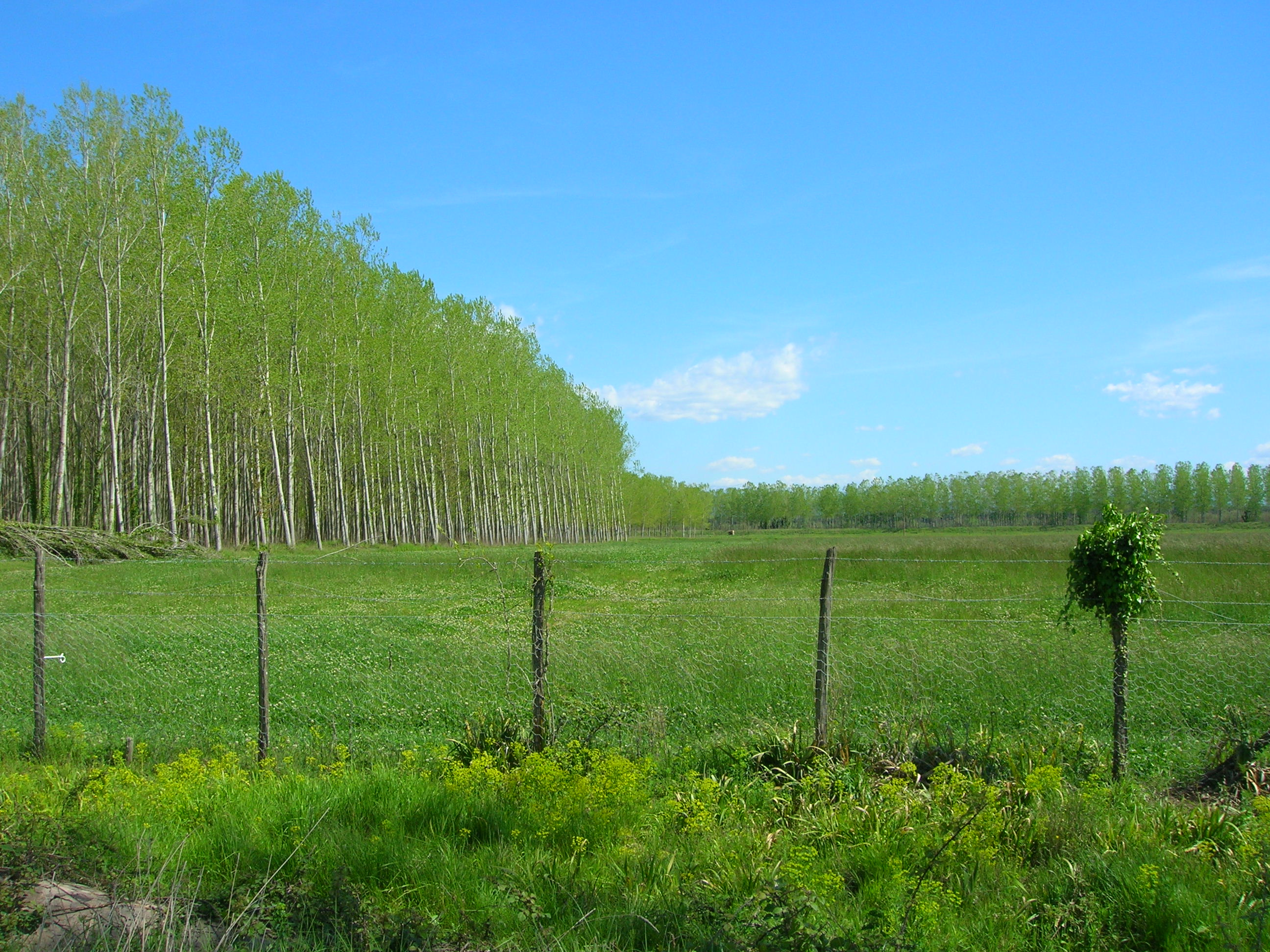
Dans les vastes pâturages, autrefois occupés par des vaches et des dromadaires, la vache pisane est désormais élevée.

La ferme, célèbre dans toute l'Europe pour son caractère unique, fournissait régulièrement de petits dromadaires aux différents cirques équestres. Le nombre de dromadaires a considérablement diminué au cours de la Seconde Guerre mondiale, car de nombreux spécimens ont été mangés par les troupes de l'armée allemande qui, après le 8 septembre 1943, ont campé sur le domaine. En 1956, à la demande du président de la République Giovanni Gronchi, il y eut une tentative de réintroduction qui n'a pas donné le résultat souhaité. Le dernier spécimen restant est mort dans les années 1960 et son squelette est exposé au Musée d'Histoire Naturelle et du Territoire de Calci.
En remerciement de son hospitalité lors de la tournée nationale, en 2014, l'association Agesci a fait don de trois dromadaires au parc.